# Bindi

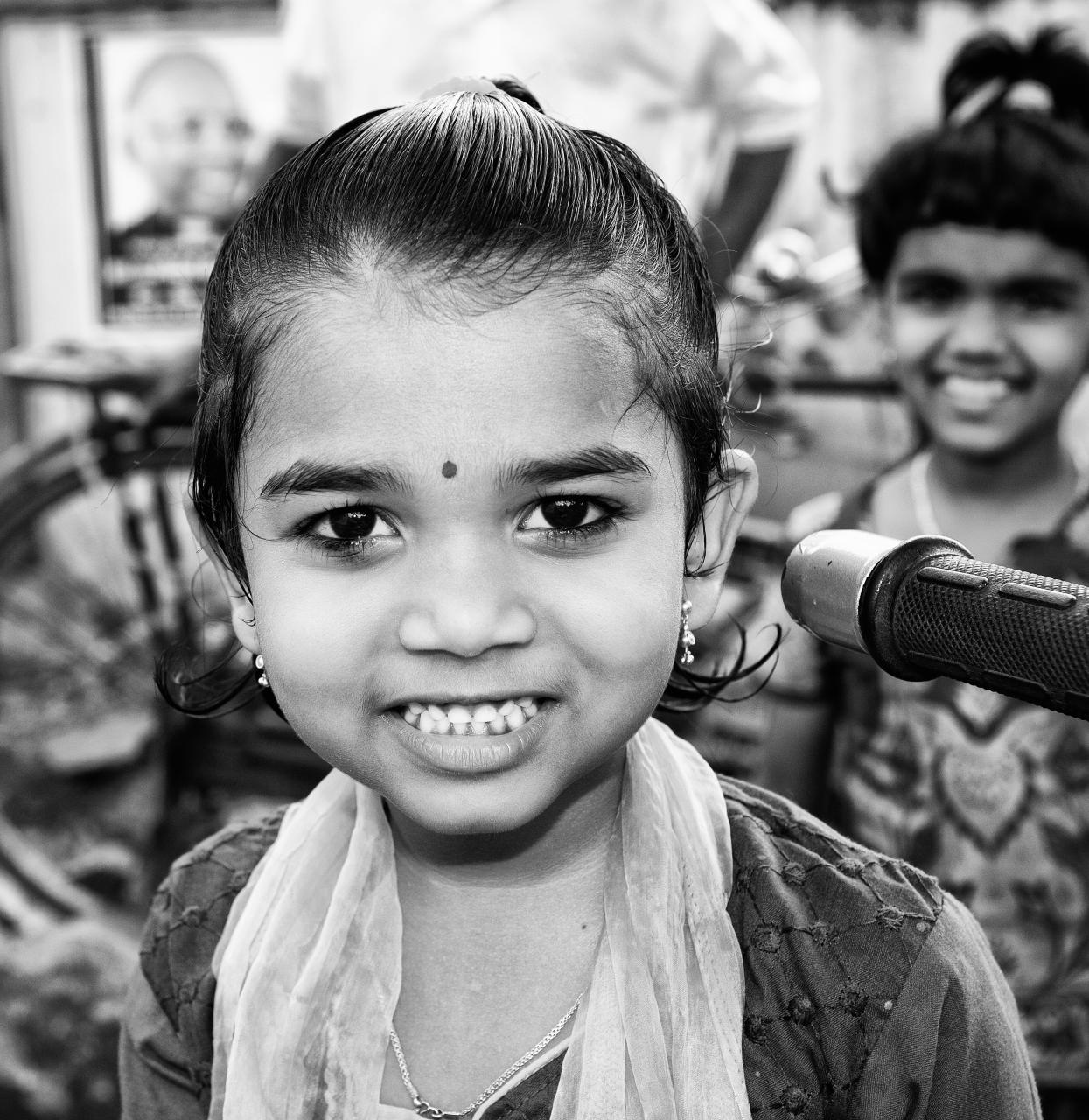
Ett barn med en bindi.

Bindi är en utsmyckning i form av en liten färgad prick i pannan som traditionellt bärs av hinduiska kvinnor, särskilt i Indien. Den färgade pricken kan även kallas tilaka, bottu, bindiya eller kumkum. 
Idag bärs bindin ofta som dekoration, men ursprungligen har utsmyckningen haft mer tydlig religiös betydelse. Pricken är en symbol för fromhet och signalerar att personen är hindu. Pricken symboliserar också det tredje ögat. Det tredje ögat ser inåt, mot gudomen. Ogifta kvinnor hade en svart prick, medan gifta kvinnorna hade en röd prick; den röda pricken står också för att kvinnorna är lyckliga. 
För utsmyckning finns numera bindi i olika färger och i olika utföranden, till exempel i form av smycken som kan klistras på och kvinnor använder dem när de vill vara fina, exempelvis vid fester.